# Brickfilm

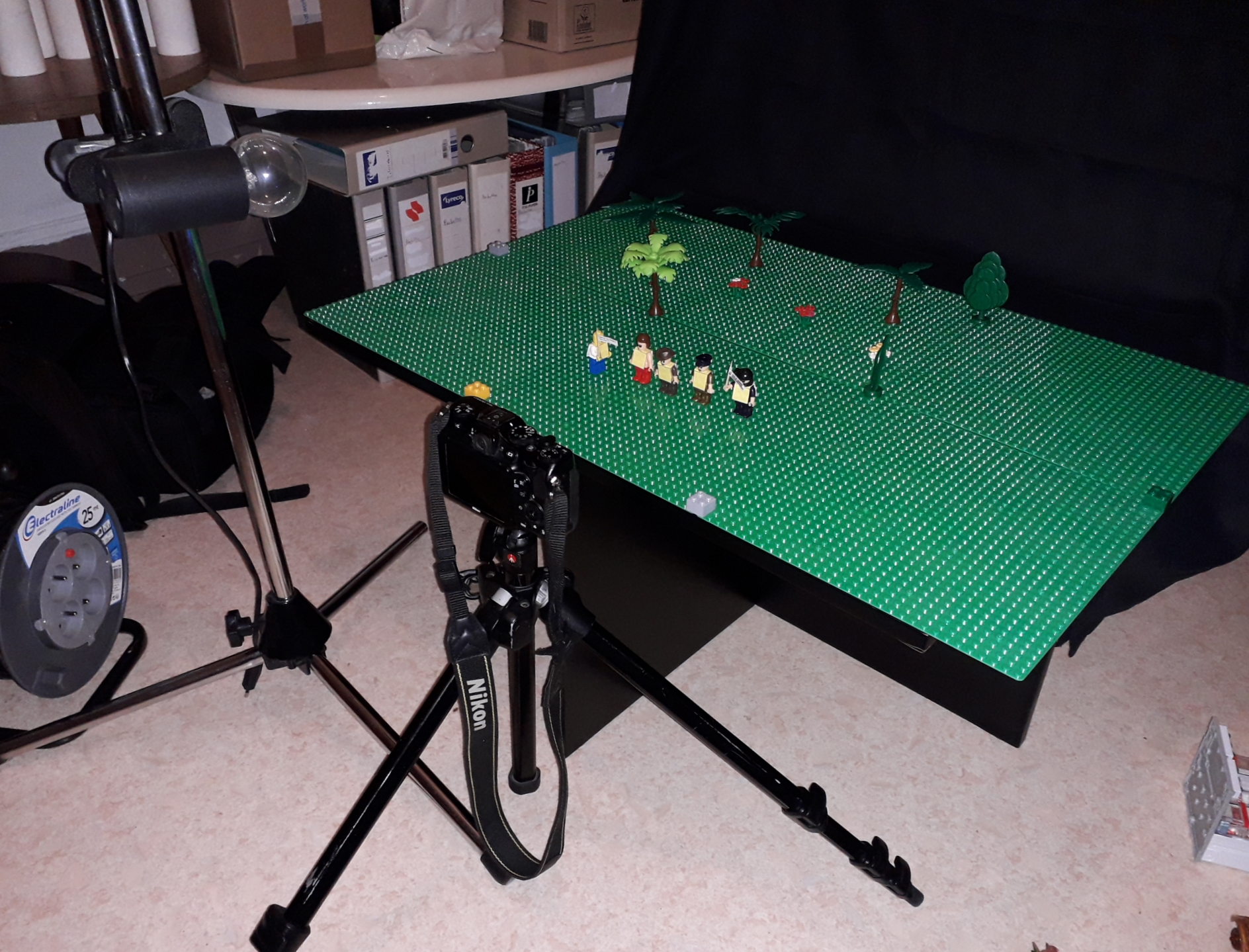
Tvorba stop motion Brickfilmu.

Brickfilm je film natočený s použitím stavebnice LEGO. Obvykle je vytvořen pomocí stop motion animace. Pojem „brickfilm“ byl vytvořen Jasonem Rowoldtem, zakladatelem webové stránky Brickfilms.com.

## Historie
Zřejmě prvním brickfilmem byl En rejse til månen (Cesta na Měsíc), který vytvořili Lars C. Hassing a Henrik Hassing v roce 1973. Šestiminutové video představovalo jak stop motion animaci, tak i živou akci. Byl natočen na 8mm film. Snímek byl později předveden Godtfredu Kirku Christiansenovi, který si vytvořil kopii, nicméně veřejnosti nebyl znám až do května 2013, kdy ho autoři nahráli na server YouTube.